# Kronichthys
Kronichthys är ett släkte av fiskar. Kronichthys ingår i familjen Loricariidae.
Kladogram enligt Catalogue of Life:
| Kronichthys | \| \| Kronichthys heylandi \| \| \| \| \| \| Kronichthys lacerta \| \| \| \| \| \| Kronichthys subteres \| \| \| \| |
|             | \| \| Kronichthys heylandi \| \| \| \| \| \| Kronichthys lacerta \| \| \| \| \| \| Kronichthys subteres \| \| \| \| |
|             | Kronichthys heylandi                                                                                                |
|             | |
|             | Kronichthys lacerta                                                                                                 |
|             | |
|             | Kronichthys subteres                                                                                                |
|             | |